# Petrović-Njegoš

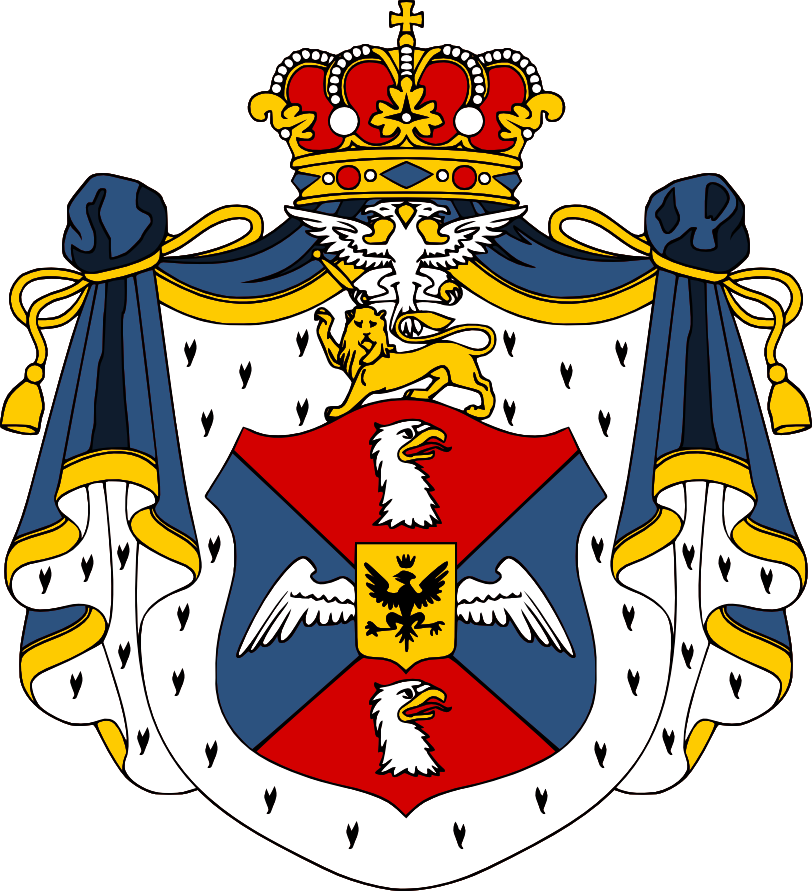
Stemma dei Petrović-Njegoš

Il Casato dei Petrović-Njegoš è stata la famiglia reale del Principato e poi Regno di Montenegro.
Il Montenegro era de facto divenuto indipendente dall'Impero ottomano nel 1711 ma ricevette un riconoscimento formale come Principato indipendente nel 1878.
Il Montenegro in precedenza era governato da dei vladika, principi-vescovi che detenevano sia il potere temporale che quello spirituale. Nel 1697 l'incarico venne stabilito come ereditario ed assegnato alla famiglia dei Petrović-Njegoš. Dal momento che la tradizione ortodossa prevedeva che i vescovi mantenessero il celibato, il titolo si tramandò sempre di zio in nipote. Nel 1852 il principe-vescovo Danilo II optò per sposarsi e secolarizzare dunque il dominio del Montenegro, divenendo principe col nome di Danilo I. Suo figlio, Nicola I, elevò il Montenegro al rango di Regno nel 1910. Nel 1916 re Nicola I venne spodestato dall'invasione ed occupazione del Regno da parte degli austro-ungarici, ma venne formalmente deposto solo dall'Assemblea di Podgorica del 1918 quando il Montenegro venne annesso al Regno di Serbia andando a costituire il Regno dei serbi, croati e sloveni.
Nicola I riparò in esilio in Francia e nel 1921 decise di abdicare in favore del suo primogenito ed erede, il principe Danilo II. Il nipote di quest'ultimo, Michele del Montenegro, ereditò i titoli del suo predecessore mentre era in esilio in Francia e sopravvisse all'arresto ed all'internamento voluto da Adolf Hitler per essersi rifiutato di salire al trono fantoccio del Montenegro e quindi di allinearsi alle potenze dell'Asse. Dopo la guerra, servì il regime comunista jugoslavo come capo del protocollo. Venne succeduto dal figlio Nicola Petrović-Njegoš nel 1986. Nicola tornò per primo in Montenegro per supportare l'indipendenza montenegrina e col referendum del 2006 riuscì a far ottenere la costituzione della Repubblica del Montenegro.
Nel 2011, lo stato del Montenegro ha riconosciuto alla Casa Reale dei Petrović-Njegoš il ruolo di promuovere anche all'estero l'identità, la cultura e le tradizioni montenegrine attraverso attività culturali, umanitarie e non politiche, fatto interpretato da alcuni come una "cripto-restaurazione" della monarchia.
L'attuale capo della casa è Nicola II del Montenegro.

## Storia

### Origini
"Bogut" o "Boguta" è il più antico antenato registrato dei Petrovic-Njegoš. Bogut visse al tempo della Battaglia di Velbazhd (1330) e della costruzione di Visoki Dečani, e quindi negli anni '40 del XIV secolo. Secondo la tradizione, come ricordato anche da alcuni storici locali, gli antenati della famiglia Petrović si insediarono a Muževice alla fine del XIV secolo, provenendo dalla regione della Bosnia, dall'area di Zenica o Travnik. È possibile che Bogut a suo tempo si sia spostato da Drobnjaci con suo figlio Đurađ al seguito.
Đurađ o qualcuno dei suoi figli si trovava a sua volta nell'entourage di Marko Drago, influente nobile serbo che prestò servizio come uomo di fiducia di Vuk Branković (1345-1397). Đurađ e i suoi cinque figli "di Drobnjaci" sono menzionati in un documento datato 1º marzo 1399, nel quale giurano fedeltà a Dapko Vasilijev, influente nobile di Cattaro.

### Principi del Montenegro
La dinastia montenegrina si segnalò per grande valore in due secoli di lotte contro i Turchi ed ottenne una posizione di prestigio al punto, con Danilo, da ottenere la dignità (ereditaria da zio a nipote) di vladika (principe-vescovo). Gli succedette Sava (1700-1781), che nel 1750 cedette il potere al cugino Basilio (1709-1766) e lo riprese alla morte di quello.
Nel 1782 salì sul trono Pietro I (1747-1830) che divenne poi santo venerato della Chiesa ortodossa e che si impegnò nella promozione della poesia popolare locale. Poi (1830-51) regnò Pietro II. Con Danilo I il Montenegro ebbe il primo principe laico (knez). Invece del fratello Mirko (1820-1867), odiato per la sua brutalità, gli succedette il figlio Nicola I (1841-1921), ultimo sovrano del Montenegro indipendente.

## Capi della famiglia Petrović-Njegoš

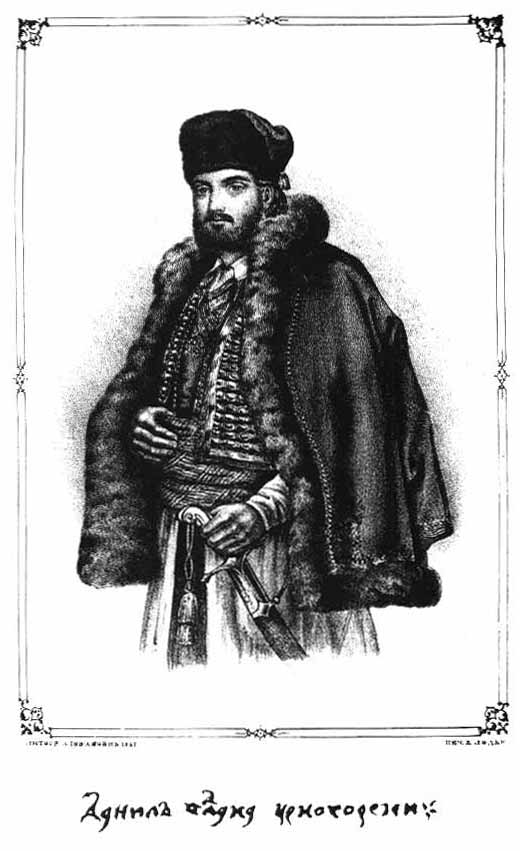
Il vladika Danilo

Petar II Petrović-Njegoš

### Principi-vescovi (Vladikas) del Montenegro (1696–1852)
- Danilo I Šćepčev Petrović-Njegoš (1696–1735)
- Sava II Petrović-Njegoš (1735–1781) con
  - Vasilije III Petrović-Njegoš (dal 1750 al 1766)
- Petar I Petrović-Njegoš (San Pietro di Cetinje, Sveti Petar Cetinjski) (1782–1830)
- Petar II Petrović-Njegoš (1830–1851)
- Danilo II Petrović-Njegoš (1851–1852) - divenne principe nel 1852 col nome di Danilo I.

### Principi del Montenegro
- Danilo I (1852 - 1860)
- Nicola I (1860 - 1910)

### Re del Montenegro
- Nicola I del Montenegro, re dal 1910 al 1918

### Re (titolari) del Montenegro
- Nicola I del Montenegro (1918 - 1921)
- Danilo II (1921)
- Michele I (1921)

### Pretendenti al Trono del Regno del Montenegro
- Michele I (1921 - 1986)
- Nicola II (1986-viv.)

## Genealogia

### Origini (XVIII-XIX secolo)
```
Radul (vivente nel 1620)
│
├── Ivan
│   │
│   ├── Ivan
│   │
│   ├── 
Sava II
 (1702-1782), Vladyka di Montenegro (1735-1781)
│
├── Sava
    │
    ├── Radul
    │   │
    │   ├── 
Vasilije III
 (1717-1766),  Vladika dal 1750 al 1766 
    │   │   │
    │   │   ├── Ivan
    │   │   │
    │   │   ├── Nikolai
    │   │   │
    │   │   ├── Raphael
    │   │   
    │   ├── Djuro   
    │
    ├── 
Danilo I
 (1670–1735), Vladika di Montenegro 1697-1735
    │
    ├── Petar
    │
    ├── Damiar
    │   │
    │   ├── Ivo
    │   │
    │   ├── Ivan 
    │       │
    │       ├── 
Petar I
 (1747-1830), Vladika di Montenegro 1782-1830
    │       │
    │       ├── Sava
    │       │   │
    │       │   ├── Georgjie
    │       │   │
    │       │   ├── Marsan
    │       │   │
    │       │   ├── Vok
    │       │   │
    │       │   ├── Ivana
    │       │   │
    │       │   ├── Stana
    │       │   │
    │       │   ├── Ivana
    │       │   │
    │       │   ├── Gordan
    │       │   
    │       ├── Tomo
    │       │   │
    │       │   ├── 
Pero
, reggente 
    │       │   │
    │       │   ├── 
Petar II
 (1813-1851), Vladika di Montenegro 1830-1851
    │       │   │
    │       │   ├── Joko
    │       │   │
    │       │   ├── Maria
    │       │   │
    │       │   ├── Pijo
    │       │   │
    │       │   ├── Maria
    │       │   │
    │       │   ├── Stana
    │       │   
    │       ├── Sava
    │       │   │
    │       │   ├── Mitar
    │       │   │
    │       │   ├── Stanko
    │       │   │
    │       │   ├── Stepan
    │       │   │
    │       │   ├── 
Mirko
 (1820-1867)
    │       │   │   │ 
    │       │   │   ├── Anastasia
    │       │   │   │ 
    │       │   │   ├── Maria
    │       │   │   │ 
    │       │   │   ├── 
Nicola I
 (1841-1921), Principe del Montenegro (1860-1910), Re (1910-1921)
    │       │   │   
    │       │   ├── Krco (1821-1883)
    │       │   │   
    │       │   ├── Bazo
    │       │   │   
    │       │   ├── 
Danilo I
 (1826-1860), Vladike di Montenegro 1851-1852, Principe del Montenegro 1852-1860
    │       │   │   │ 
    │       │   │   ├── Olga
    │       │   │   
    │       │   ├── Rake
    │       │   │   
    │       │   ├── Yake
    │       │    
    │       ├── Joko
    │ 
    │       
    ├── Lukas
```

### Re del Montenegro
```
 
Nicola I
 (1841-1921) Principe del Montenegro (1860-1910), Re (1910-1921)
 │
 ├── 
Zorka
 (1864-1890)
 │
 ├── 
Militza
 (1866-1951)
 │
 ├── 
Anastasia
 (1868-1935)
 │
 ├── Maria (1869-1885)
 │
 ├── 
Danilo II
 (1871-1939), re del Montenegro (1921)
 │
 ├── 
Elena
 (1873-1952)
 │
 ├── Anna (1874-1971)
 │
 ├── Sofia (1876-1876)
 │
 ├── 
Mirko
, Gran Voivoda di Grahovo e Zetà (1879-1918)
 │   │
 │   ├── Stefano (1903-1908)
 │   │
 │   ├── Stanislav (1905-1908)
 │   │
 │   ├── 
Michele
 (1908-1986), re titolare e poi pretendente al trono (1921-1986)
 │   │   │
 │   │   ├── 
Nicola
 (1944-viv.), pretendente al trono (1986-...)  
 │   │       │
 │   │       ├── 
Altinaï
 (1977-viv.)
 │   │       │
 │   │       ├── 
Boris
 (1980-viv.)
 │   │           │
 │   │           ├── Milena (2008-viv.)
 │   │  
 │   ├──  Paolo (1910-1933), Principe di Raska
 │   │  
 │   ├── Emanuele (1912-1928) 
 │     
 ├── Xenia (1881-1960)
 │     
 ├── Vera (1887-1927)
 │     
 ├── Pietro (1889-1932), Gran Voivoda di Zahumlije
```